# Comté de Cap-Breton

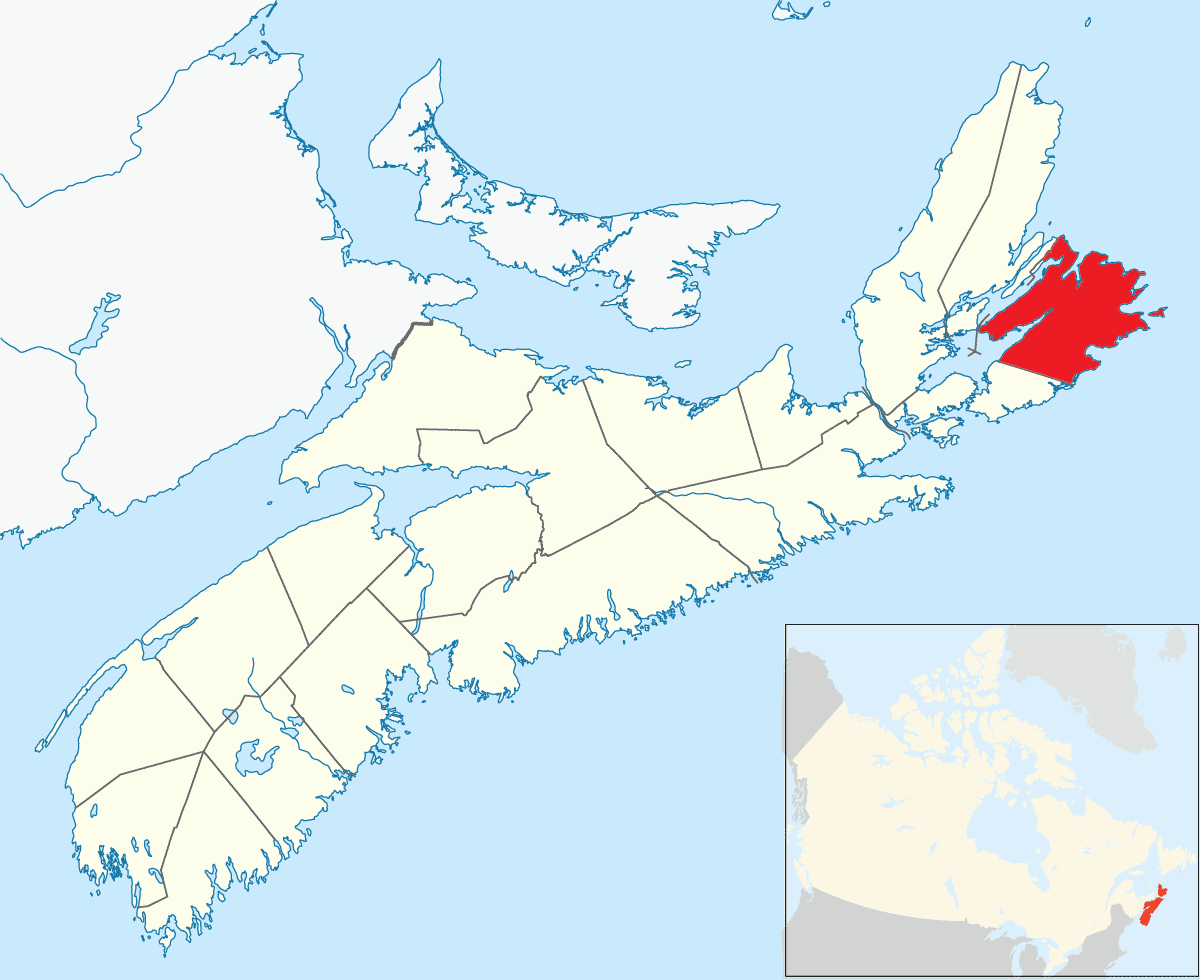
Localisation du comté de Cap-Breton

Le comté de Cap-Breton est un comté canadien situé dans la province de la Nouvelle-Écosse.

## Démographie
| 2001    | 2006    | 2011   | 2016   |
| ------- | ------- | ------ | ------ |
| 105 968 | 102 250 | 97 398 | 94 285 |